# Armen Tachtadzjan
Armen Levonovitsj Tachtadzjan (Russisch: Армен Левонович Тахтаджян, Armeens: Արմեն Թախտաջյան) (Sjoesja (Kanaat Karabach), 10 juni 1910 - Sint-Petersburg, 13 november 2009) was een Armeens-Russisch botanicus en een van de belangrijkste figuren in de 20e-eeuwse plantentaxonomie en -biogeografie.
Hij was van Armeense afkomst, maar was werkzaam aan het Komarov-instituut voor Botanie van de Universiteit van Leningrad. Met zijn taxonomische systeem heeft hij grote invloed uitgeoefend op Arthur Cronquist.
Tot zijn meer recente werk hoort onder andere:
- Floristic Regions of the World (1986) samen met Theodore J. Crovello en Arthur Cronquist.
- Evolutionary Trends in Flowering Plants (1991)
- Diversity and Classification of Flowering Plants (1997)

- Bibsys: 90098831
- Bibliothèque nationale de France: cb124421628 (data)
- Author citation (botany): Takht.
- CiNii: DA01039577
- Gemeinsame Normdatei: 138875685
- International Standard Name Identifier: 0000 0001 0876 6682
- Library of Congress Control Number: n83048263
- Nationale Bibliotheek van Letland: 000071772
- Nationale Bibliotheek van Tsjechië: mzk2010474093
- Nationale Bibliotheek van Israël: 987007587509805171
- Nationale Bibliotheek van Polen: a0000002299241
- Nederlandse Thesaurus van Auteursnamen: 074681249
- Réseau des bibliothèques de Suisse occidentale: 02-A000160437
- LIBRIS: 256067
- SNAC: w6v48hr2
- Système universitaire de documentation: 085863521
- Virtual International Authority File: 19771885
- WorldCat: E39PBJtGVRKD4wDRGYbPMQjt8C